# Horia Roman
Horia Roman, romunski general, * 17. september 1893, † 7. januar 1990.